# Сабіна Вюртемберзька
Сабіна Вюртемберзька (нім. Sabine von Württemberg, 2 липня 1549 — 17 серпня 1581) — принцеса Вюртемберзька з Вюртемберзького дому, донька герцога Вюртембергу Крістофа та принцеси Бранденбург-Ансбаської Анни Марії, дружина ландграфа Гессен-Касселю Вільгельма IV.

## Біографія
Народилась 2 липня 1549 року у Мьомпельґарді. Була четвертою дитиною та третьою донькою в родині управителя графства Вюртемберг-Мьомпельґард Крістофа Вюртемберзького та його дружини Анни Марії Бранденбург-Ансбаської. Мала старшого брата Ебергарда та сестер Ядвіґу й Єлизавету. Згодом сімейство поповнилося вісьмома молодшими дітьми, з яких вижили Емілія, Елеонора, Людвіг, Доротея Марія, Анна та Софія.
У листопаді 1550 року її батько став правлячим герцогом Вюртембергу. Родина оселилася у Штутгартському палаці.
У 16 років Сабіна була видана заміж за 33-річного Вільгельма Гессенського, старшого сина правлячого ландграфа Гессену Філіпа I. Старша сестра дівчини, Ядвіґа, вже кілька років була дружиною молодшого брата Вільгельма. Вінчання відбулося 11 лютого 1566 у Марбурзі. Весілля святкувалося дуже пишно. Шлюб виявився щасливим. У подружжя народилося одинадцятеро дітей.
За рік після весілля свекор Сабіни помер. Гессен був розділений між його синами. Вільгельм став ландграфом створеної країни Гессен-Кассель. У 1570—1580 роках йому вдалося значно разширити свої території. Ландграфиня займалася благодійністю та відкрила у Касселі придворну аптеку, яка забезпечувала ліками не лише двір, а й усе населення міста. Вільгельм у своєму першому заповіті призначив Сабіну регентом при старшому синові, на випадок своєї передчасної смерті, однак ландграфиня померла раніше свого чоловіка.
Пішла з життя 17 серпня 1581 року у Ротенбурзі. Була похована у першій князівській крипті церкви Святого Мартіна у Касселі. Вільгельм більше не одружувався.

## Родина
Чоловік — Вільгельм IV (ландграф Гессен-Касселя)
Діти:
- Анна Марія (1567—1626) — дружина графа Нассау-Вайльбурга та Нассау-Саарбрюкена Людвіга II, мала чотирнадцятеро дітей;
- Ядвіґа (1569—1644) — дружина графа Шаумбургу та Гольштейн-Піннебергу Ернста, дітей не мала;
- Агнеса (30 липня—5 вересня 1569) — близнючка Ядвіґи, прожила 1 місяць;
- Софія (1571—1616) — одружена не була, дітей не мала;
- Моріц (1572—1632) — ландграф Гессен-Касселю у 1592—1627 роках, був двічі одруженим, мав численних нащадків;
- Сабіна (12 травня—29 листопада 1573) — прожила півроку;
- Сидонія (1574—1575) — прожила 9 місяців;
- Крістіан (1575—1578) — прожив 3 роки;
- Єлизавета (1577—1578) — прожила півтора роки;
- Крістіна (1578—1658) — дружина герцога Саксен-Айзенаху та Саксен-Кобургу Йоганна Ернста, дітей не мала;
- Юліана (нар. та пом. 9 лютого 1581) — прожила кілька годин.